# Donald Duck (minipocketreeks)
Onder de naam Donald Duck Mini Pocket bracht Disney tussen december 2005 en november 2010 in totaal elf boekjes uit. Elk boekje van ongeveer 300 pagina's bevatte 12 stripverhalen. Het formaat van ongeveer 13 bij 9 centimeter zorgde ervoor dat de boekjes in de broekzak pasten.

## Populariteit
In 2008 kreeg de minipocketreeks wat meer publiciteit. Zo startte er in een nieuwe reclamecampagne in het weekblad Donald Duck. Ook werd de prijs iets hoger; de eerdere edities kostten € 4,59 en de latere edities kostten € 4,95, wat evenveel is als de Donald Duck Vijftig-reeks. Tot en met 2010 verschenen gemiddeld twee pockets per jaar. De laatste minipocket verscheen in november 2010.

## Omslag
De minipocketboekjes zijn vooral herkenbaar aan hun omslag: op de voorkant staat een lid van de familie Duck of andere bekende met een gekleurde achtergrond. Ook staan er de teksten Mini Pocket en Donald Duck Pocket op.

## Lijst van uitgaven
| Nummer  | Uitgifte               | Omslag                                    |
| ------- | ---------------------- | ----------------------------------------- |
| Deel 1  | Week 53, december 2005 | Donald Duck wandelend                     |
| Deel 2  | Week 21, juni 2006     | Dagobert Duck blij                        |
| Deel 3  | Week 49, december 2006 | Kwik, Kwek en Kwak                        |
| Deel 4  | Week 18, mei 2007      | Dagobert Duck trots                       |
| Deel 5  | Week 7, februari 2008  | Donald Duck boos                          |
| Deel 6  | Week 20, mei 2008      | Kwik, Kwek en Kwak lachend                |
| Deel 7  | Week 50, december 2008 | Dagobert Duck zwemmend in geld            |
| Deel 8  | Week 21, mei 2009      | Donald Duck achternagezeten door een haai |
| Deel 9  | Week 36, oktober 2009  | Mickey Mouse opgewekt                     |
| Deel 10 | mei 2010               | Dagobert Duck boos                        |
| Deel 11 | november 2010          | Superdonald                               |